# Halele de carne și pește din Botoșani
Halele de carne și pește sunt clădiri istorice din municipiul Botoșani. Acestea se află pe Lista monumentelor istorice din județul Botoșani având codul LMI BT-II-m-B-01931. Halele au fost construite în Piața Centrală a Botoșaniului, construite după planurile lui Anghel Saligny în 1912.